# Rasgetheemu
Rashgetheemu is een van de bewoonde eilanden van het Raa-atol behorende tot de Maldiven.

## Demografie
Rashgetheemu telt (stand september 2006) 472 vrouwen en 465 mannen.